# Variation (Mathematik)
In der Mathematik, vor allem der Variationsrechnung und der Theorie der stochastischen Prozesse, ist die Variation (auch totale Variation genannt) einer Funktion ein Maß für das lokale Schwingungsverhalten der Funktion. Bei den stochastischen Prozessen ist die Variation von besonderer Bedeutung, da sie die Klasse der zeitstetigen Prozesse in zwei fundamental verschiedene Unterklassen unterteilt: jene mit endlicher und solche mit unendlicher Variation.

## Definition
Sei {\displaystyle f\colon [a,b]\to \mathbb {R} } eine Funktion auf dem reellen Intervall {\displaystyle [a,b]}. Die Variation {\displaystyle |f|_{[a,b]}} von {\displaystyle f} ist definiert durch
{\displaystyle |f|_{[a,b]}:=\sup \left\{\left.\sum _{k=0}^{n-1}\left|f\left(t_{k+1}^{(n)}\right)-f\left(t_{k}^{(n)}\right)\right|\ \right|n\in \mathbb {N} ,a\leq t_{0}^{(n)}<t_{1}^{(n)}\dotsb <t_{n}^{(n)}\leq b\right\}},
also durch die kleinste obere Schranke (Supremum), die alle Summen majorisiert, die sich durch eine beliebig feine Unterteilung
{\displaystyle a\leq t_{0}^{(n)}<t_{1}^{(n)}\dotsb <t_{n}^{(n)}\leq b} des Intervalls {\displaystyle [a,b]} ergeben. Falls sich keine reelle Zahl finden lässt, die alle Summen majorisiert, so wird das Supremum auf plus unendlich gesetzt.
Für stückweise monotone, stetige Funktionen gilt der folgende Satz:
Ist {\displaystyle f\colon [a,b]\to \mathbb {R} } in den Intervallen {\displaystyle [t_{0},t_{1}],[t_{1},t_{2}],\ldots ,[t_{n-1},t_{n}]} mit {\displaystyle t_{0}=a,t_{n}=b} jeweils monoton steigend oder fallend, so gilt für die Variation von {\displaystyle f} die Gleichung
{\displaystyle |f|_{[a,b]}=\sum _{k=0}^{n-1}|f(t_{k+1})-f(t_{k})|}.
Obige Definition der Variation lässt sich auf Funktionen übertragen, die auf unbeschränkten Intervallen definiert sind, und auf solche, die Werte in den komplexen Zahlen oder in normierten Vektorräumen annehmen.

## Beispiel einer stetigen Funktion mit unendlicher Variation
Wir wollen zeigen, dass für die auf dem Einheitsintervall {\displaystyle [0,1]} stetige Funktion
{\displaystyle f(t)={\begin{cases}0&{\mbox{falls }}t=0,\\t\cos {\frac {\pi }{2t}}&{\mbox{falls }}t\in (0,1],\end{cases}}}
{\displaystyle |f|_{[0,1]}=\infty } gilt. Für jedes {\displaystyle n\in \mathbb {N} } seien
{\displaystyle t_{k}^{(n)}={\begin{cases}0&{\mbox{falls }}k=0,\\{\frac {1}{n+1-k}}&{\mbox{falls }}k\in \{1,\dots ,n\}.\end{cases}}}
Dann ist
{\displaystyle \sum _{k=0}^{2n-1}\left|f(t_{k+1}^{(2n)})-f(t_{k}^{(2n)})\right|=\dotsc =\sum _{l=1}^{n}{\frac {1}{l}}},
was wegen der Divergenz der harmonischen Reihe für {\displaystyle n\to \infty } gegen unendlich strebt.

## Anwendung in der Variationsrechnung
In der Variationsrechnung begegnet man häufig Optimierungsproblemen der folgenden Art:
{\displaystyle \min _{f\in {\mathcal {C}}}|f|_{[a,b]}},
wobei {\displaystyle {\mathcal {C}}} eine vorgegebene Menge von Funktionen ist, etwa alle zweimal stetig differenzierbaren Funktionen mit zusätzlichen Eigenschaften wie
{\displaystyle f(a)=0,\ f(b)=1,\ f\left({\frac {2a+b}{3}}\right)=-f\left({\frac {a+2b}{3}}\right).}
Ähnliche Probleme führen beispielsweise zur Definition der Splines.
Ein weiterer Grund für die Verbreitung der Variation in Optimierungsproblemen ist die folgende Feststellung: Beschreibt die Funktion {\displaystyle f} den Verlauf eines Objekts in einem eindimensionalen Raum im Laufe der Zeit, dann gibt {\displaystyle |f|_{[a,b]}} gerade die im Zeitraum {\displaystyle [a,b]} zurückgelegte Strecke an.

## Anwendung in der Stochastik
In der Theorie der stochastischen Prozesse spielt der Begriff der Variation eine besondere Rolle: Eine wichtige Charakterisierung von Prozessen (neben der Einteilung in Klassen wie Markow-, Lévy- oder Gauß-Prozesse) besteht in ihrer Eigenschaft, über beschränkten Intervallen fast sicher endliche oder unendliche Variation aufzuweisen:
- Beispiel für einen Prozess fast sicher endlicher Variation:
Für einen Poisson-Prozess {\displaystyle (N_{t})_{t\geq 0}} mit Intensität {\displaystyle \lambda } gilt wegen der Monotonie {\displaystyle |N|_{[0,t]}\sim \mathrm {Poi} (\lambda t)}.
- Beispiel für einen Prozess fast sicher unendlicher Variation:
Der Wiener-Prozess hingegen besitzt fast sicher unendliche Variation auf jedem Intervall {\displaystyle [0,t]}, {\displaystyle t>0}.

Für die Anwendung des Wiener-Prozesses in der Physik zur Erklärung der Brownschen Molekularbewegung hat diese Eigenschaft fatale Folgen: Ein Partikel, dessen Bewegung einem Wiener-Prozess folgt, würde in jedem Zeitintervall eine unendliche Strecke zurücklegen – im krassen Widerspruch zu den Gesetzen der Physik. Ein solches Teilchen hätte keine definierte Momentangeschwindigkeit (insbesondere nicht einmal eine Bewegungsrichtung) und erst recht keine definierte Beschleunigung, sodass es sinnlos ist, über auf das Teilchen wirkende Kräfte zu sprechen (vgl. zweites newtonsches Gesetz).

### Quadratische Variation
Eine weitere interessante Eigenschaft des Wiener-Prozesses hängt ebenfalls mit dessen Variation zusammen: Ersetzt man in der obigen Definition
{\displaystyle \left|f\left(t_{i+1}^{(n)}\right)-f\left(t_{i}^{(n)}\right)\right|} durch
{\displaystyle \left(f\left(t_{i+1}^{(n)}\right)-f\left(t_{i}^{(n)}\right)\right)^{2}},
so gelangt man zum Begriff der quadratischen Variation {\displaystyle [X,X]_{t}} eines stochastischen Prozesses {\displaystyle X} auf dem Intervall {\displaystyle [0,t]} (für {\displaystyle t\geq 0}):
{\displaystyle [X,X]_{t}:=\sup \left\{\left.\sum _{k=0}^{n-1}\left(X\left(t_{k+1}^{(n)}\right)-X\left(t_{k}^{(n)}\right)\right)^{2}\ \right|n\in \mathbb {N} ,0\leq t_{0}^{(n)}<t_{1}^{(n)}\dotsb <t_{n}^{(n)}\leq t\right\}\;.}
Ein wichtiges Resultat, das sich beispielsweise in der Itō-Formel niederschlägt, ist das folgende: Ist {\displaystyle W} ein (Standard-)Wiener-Prozess, so gilt für dessen quadratische Variation fast sicher
{\displaystyle [W,W]_{t}=t}.
Im Allgemeinen unterscheidet man zwei Formen der quadratischen Variation/Kovariation.
1. Sei {\displaystyle (X_{t},{\mathcal {F}}_{t})_{t\geq 0}} ein {\displaystyle L^{2}}-Martingal. Dann heißt der eindeutig bestimmte wachsende Prozess {\displaystyle (A_{t})_{t\geq 0}} aus der Doob-Meyer-Zerlegung von {\displaystyle X^{2}}, {\displaystyle X_{t}^{2}=X_{0}^{2}+M_{t}+A_{t}} mit {\displaystyle (M_{t})_{t\geq 0}} einem Martingal und {\displaystyle (A_{t})_{t\geq 0}} einem vorhersehbaren wachsenden Prozess, die vorhersehbare (predictable) quadratische Variation oder (Angle) Bracket von {\displaystyle (X_{t})_{t\geq 0}}; Schreibweise {\displaystyle \langle X,X\rangle _{t}} oder kurz {\displaystyle \langle X\rangle _{t}}.
Die vorhersehbare quadratische Kovariation für zwei {\displaystyle L^{2}}-Martingale {\displaystyle (X_{t},{\mathcal {F}}_{t})_{t\geq 0}} und {\displaystyle (Y_{t},{\mathcal {F}}_{t})_{t\geq 0}} wird definiert als:
{\displaystyle \langle X,Y\rangle _{t}={\frac {1}{4}}\left(\langle X+Y,X+Y\rangle _{t}-\langle X-Y,X-Y\rangle _{t}\right)}.
2. Die quadratische Kovariation zweier Semimartingale {\displaystyle (X_{t})_{t\geq 0}} und {\displaystyle (Y_{t})_{t\geq 0}} bzw. die quadratische Variation von {\displaystyle (X_{t})_{t\geq 0}}, wenn {\displaystyle Y=X}, ist der folgende Prozess:
{\displaystyle [X,Y]_{t}=X_{t}Y_{t}-X_{0}Y_{0}-\int _{0}^{t}(X_{s-}){\rm {d}}Y_{s}-\int _{0}^{t}(Y_{s-}){\rm {d}}X_{s}}.
Beziehung zwischen den beiden Definitionen:

Seien {\displaystyle (X_{t})_{t\geq 0}} und {\displaystyle (Y_{t})_{t\geq 0}} zwei Semimartingale. Dann gilt für alle {\displaystyle t\geq 0}
{\displaystyle [X,Y]_{t}=\langle X^{c},Y^{c}\rangle _{t}+\sum _{0<s\leq t}\Delta X_{s}\Delta Y_{s}},
wobei mit {\displaystyle X^{c}} und {\displaystyle Y^{c}} die stetigen Martingalteile bezeichnet werden.